# جزایر فریسی شمالی
جزایر فریسی شمالی (آلمانی: Nordfriesische Inseln) بخشی از جزایر فریسی است که در امتداد سواحل فریسیای شمالی قرار دارد.
اصطلاح جزایر فریسی شمالی هم به معنای محدود، خود این جزایر (در شلسویگ-هولشتاین آلمان) و هم جزایر دانمارکی دریای وادن را پوشش می‌دهد. با این حال از دید جغرافیای فرهنگی و جغرافیای زبانی جزایر دانمارکی معمولاً بخشی از جزایر فریسی شمالی محسوب نمی‌شوند، زیرا گویشوران بومی زبان فریسی شمالی در آن‌ها ساکن نیستند. گاهی، جزیره دور افتاده هلگولند نیز
با وجود اینکه در دریای وادن قرار ندارد، به دلیل داشتن گویش فریسی منحصر به فرد و برخی ملاحظات سیاسی و اداری، بخشی از جزایر فریسی شمالی شمرده می‌شود.